# Sol de medianoche (canción)
Sol de medianoche es el sexto sencillo del grupo español Los Pekenikes y tercero en extraerse de su segundo álbum, Los Pekenikes II (1966). Escrita en un compás de 12/8 y de tono melancólico, usando el coro y el trombón en grabación aparte como fondo con cierto eco, para darle un tono evocador. Es aquí donde parece que los nuevos miembros hacen su aparición, en especial, los vientos.
La cara B la ocupa Corelli.

## Miembros
- Alfonso Sainz - Guitarra.
- Lucas Sainz - Guitarra española.
- Ignacio Martín Sequeros - Bajo eléctrico.
- Tony Luz - Guitarra sajona.
- Félix Arribas - Batería.
- Pedro Luis García - Trombón.
- Vicente Gasca - Trompeta con sordina y sin ella.
- Coro femenino: sin acreditar.